# Манастир Сталаћ
Манастир Сталаћ са црквом посвећене Светом Архангелу Гаврилу припада Епархији крушевачкој Српске православне цркве. Налази се у Сталаћу, насељеном мету на територији општине Ћићевац. Време настанка ове светиње свакако треба повезати са читавом скупином светиња Мојсињске горе и 14. столећем. Током векова турске окупације засигурно је трпео страдања и доживео обнове када су за то постојале повољније прилике. Представља непокретно културно добро као споменик културе од великог значаја.
Црква припада скупини храмова који су настали крајем средњовековног доба на источним обронцима и у подножју Мојсињске планине. Подигнута је на десној обали реке Јужне Мораве, око 2km удаљена од насељеног места Сталаћа. Саграђена је на пространом, равном платоу, уз обалу омањег потока дубоко усеченог корита, који у време обилних киша, услед прилива воде, одувек представља опасност за цркву, а данас и за манастирски комплекс.

## Мојсињска Света гора
Скупина цркава у Мојсињској планини, у највећем броју порушена током векова турске окупације, представљала је једну од знаменитих монашких целина насталих крајем 14. или почетком 15. века, када су многобројни монаси са Свете Горе, након упада Турака на Атос, избегли у северније пределе и саградили своја нова станишта у још увек слободној српској деспотовини. Тада настају изузетно вредне скупине манастира на пажљиво изабраним локацијама, дубоко скривеним у шумама, клисурама, а окруженим стеновитим литицама и многобројним пећинама погодним за живот пустињака. Такве „Српске Свете Горе”, како их народ од давнина назива, јесу манастири Овчарско-кабларске клисуре, многобројне цркве у долини реке Црмнице у Петрушкој области код Параћина, храмови у Мојсињској гори код Сталаћа и скупина манастира, некада на обалама, а данас на острвима у Скадарском језеру. Били су то, у значајном броју, монаси исихасти, отшелници који су настањивали своје изоловане испоснице окупљајући се повремено у киновијским заједницама којима су припадали, општежитељним манастирима или лаврама. Народ је у свом предању очувао казивања да су Мојсињску гору настанили синаити, монаси пребегли са Синаја у Србију.
Не зна се поуздано колико је манастира некада било у целини Мојсињске горе, а предање чува податак о чак 77 цркава и манастира. Данас је познато 28 сакралних грађевина на овом простору од којих је пет храмова под заштитом државе у својству споменика културе. Назив планине, према сачуваној легенди, везује се за војводу Мојсила из времена цара Душана који је, због својих грехова, био приморан да се искупи изградњом цркава. По овом ктитору и једно село носи име. 
У непосредној близини цркве Светог Архангела налази се и средњовековно утврђење и полусрушена кула војводе Пријезде, последњег браниоца Сталаћа који се, због немогућности да спречи Турке да га освоје, са куле бацио у Мораву.
Због бујне вегетације, обиља шумских потока и извора лековите воде, овај планински предео окружен са три реке – три Мораве, био је погодан за живот монаха у дужем временском периоду. До наших дана они су опстали само својим зарушеним зидовима или темељима као последњим сведочанствима некадашњег постојања. Посебно је значајно да се неки од њих, настањени монасима, обнављају и настављају традицију дугу вековима.

## Положај и изглед
Црква Светих арханђела затечена је осамдесетих година 20. века у рушевинама али са зидовима очуваним и до висине од 3,50m. Урушена у потпуности била је њена кровна конструкција и сводови, а унутрашњост храма испуњена шутом. Када је све што се могло рашчишћено и уклоњено, указали су се местимично у храму и делови некадашњег пода поплочаног уредно сложеним шестоугаоним опекама. Црква је у основи саграђена у облику триконхоса – са пространом полукружном олтарском апсидом и мањим конхама на бочним странама наоса. Припрата храма саграђена је истовремено када и цела грађевина. Утврђено је да се око цркве, на спољној страни, налазио трем кога су носили дрвени стубови јер су на северној, источној и јужној страни храма, на међусобном размаку од око 2m пронађене готово квадратне камене стопе са овалним удубљењима, лежиштима за стубове. Претпоставља се да се трем протезао и на западној страни надкривајући тако и сам улаз у цркву али ту стопе нису нађене.  
Оваквих тремова било је и у поменутој Петрушкој области (око цркава манастира Сисојевца, затим у две цркве у Забреги, у комплексу манастира Манасија). И тамо су имали улогу заштите фресака које су се налазиле на спољним зидовима храмова. Истраживачи су такву претпоставку искључили када је у питању храм код Сталаћа с обзиром да на његовим фасадама није било трагова живописа што би било погрешно закључивање јер је на зарушеном објекту, без крова и било какве заштите могао бити уништен и најмањи траг фреско сликарства са зидова.
Помисао да је овакав трем могао да се користи за ходање око храма свакако треба одбацити, јер је тај простор био веома узан, нарочито поред истурених конхи.
Приликом археолошких ископавања, испод слоја хумуса пронађен је слој који се састојао из уломака првобитног кровног покривача од опека типа тегула и ћерамиде, истих онаквих какве су коришћене и на средњовековним црквама Богородице Љевишке у Призрену или оближњих Светих арханђела, на цркви манастира Градац или на конацима манастира Прохора Пчињског и Копорина.
Ископавања у унутрашњости храма дала су занимљиве резултате. У централном делу наоса, где иначе није било сачуваних подних плоча, на месту где би требало да се нађе амвон, откривене су три керамичке посуде, дна ћупа и један бокал – судови за свакодневну профану употребу, зароњени у малтер врховима на доле али са великим отворима начињеним на њиховом дну који су били окренути нагоре, а на висини од око 9cm нижи од преосталог каменог пода у храму. Претпоставља се да су ови судови постављени ради боље акустике, мада је ова појава готово јединствена да се они уграђују у под, а не на сводове храма, како је било уобичајено. Но како је амвон место предвиђено за читање делова из Светог писма то је разумљиво да је управо ту било потребно додатно појачати акустику о којој се, може се претпоствити, размишљало и приликом градње свода храма.
У јужном делу наоса, на око 10cm испод пода, у непосредној близини некадашњег амвона, пронађена су 24 примерка златног новца из друге половине 17. века. Ради се о два златна дуката који потичу из холандских провинција и 22 златна венецијанска цекина. Био је то свакако део похрањеног, скривеног прихода цркве (манастира) што указује на прометно место и путеве који су овуда водили, а пре свега на несигурност и опасности какве су владале посебно током друге половине 17. века.
Овај налаз новца који се може поуздано датовати, утицао је да истраживачи ове цркве с краја осме деценије 20. столећа, закључе да је у овом периоду храм Светих арханђела код Сталаћа претрпео неку значајнију обнову или да је у то време и саграђен. 